# Reinickella xysticoides
Reinickella xysticoides là một loài nhện trong họ Thomisidae.
Loài này thuộc chi Reinickella. Reinickella xysticoides được Maria Dahl miêu tả năm 1907.